# 豊臣完子
豊臣 完子（とよとみ さだこ / とよとみ の さだこ） / 羽柴 完子（はしば さだこ、文禄元年（1592年）1月もしくは2月 - 万治元年8月18日（1658年9月15日））は、安土桃山時代から江戸時代前期にかけての女性。豊臣秀勝の娘で、母は江。九条幸家の正室。従二位。院号は天真院。豊臣秀頼の義姉・従姉・従姪、千姫・徳川家光・徳川忠長・徳川和子（東福門院）らの異父姉、明正天皇の伯母にあたる。

## 生涯
文禄元年（1592年）1月ないし2月24日に誕生（『以貴小伝』）。ただし、生年に関しては異論もある（後述）。初名は不明である。
同年10月14日、文禄の役で父・秀勝が病死する。
文禄4年（1595年）、母・江が徳川秀忠と再々婚したことで、伯母・淀殿に引き取られる。淀殿は彼女を実の子として大切に養育したというが、おそらく相続の問題で『慶長日件録』では養子ではなく猶子と記録されている（猶子は相続の権利が発生しないので普通は名前のみの養子と捉えられる）。
慶長9年（1604年）6月3日、五摂家の九条忠栄（後の幸家）に嫁ぐ。この婚儀の直前に完子の乳母が没していることが記録されている。婚儀に際しては淀殿が万事整え、京の人々を驚かせている。その華やかさは興正寺の夫人や娘たちが「九条家嫁娶見物」するほどであった。また義弟の秀頼名義で豪華な九条新邸を造営している。
慶長13年（1608年）12月26日、忠栄が関白に任官し、完子は北政所となる。なお、「完子」という諱はこのとき選定されたものと考えられる。
慶長20年（1615年）に豊臣家が滅亡して以降は、母の嫁ぎ先である秀忠の養女となっている。完子の母が徳川家に縁づいていたことから、忠栄は徳川の世になっても公家と武家の貴重な仲介役になった。
万治元年（1658年）、67歳で死去した。

## 一族
- 父：豊臣秀勝
- 母：江
- 異父弟妹
  - 千姫・珠姫・勝姫・初姫・徳川家光・徳川忠長・徳川和子
- 夫：九条幸家
- 子女
  - 長男・二条康道（慶長12年（1607年） - 寛文6年（1666年））：二条家第16代当主
  - 長女・序君（慶長13年（1608年） - 延宝8年（1680年））：東本願寺宣如室。琢如らの母
  - 次男・九条道房（慶長14年（1609年） - 正保4年（1647年））：九条家第19代当主
  - 次女・通君（慶長18年（1613年） - 寛永9年（1632年））：西本願寺良如室
  - 三男・松殿道基（慶長20年（1615年） - 正保3年（1646年））：松殿家第12代当主
  - 四男・栄厳（元和8年（1622年） - 寛文4年（1664年））：東大寺別当、随心院住持、大僧正
  - 三女・日怡（寛永2年（1625年） - 寛文4年（1664年））：瑞龍寺2世

## 備考

### 織田秀信との婚姻説
- 『勢州軍記』には完子の父である秀勝の死後、織田秀信（三法師）が秀勝の娘を娶って岐阜城を継いだと書かれている。この秀勝の娘について、完子を充てる説があったが、通説では秀勝の没年に彼女が生まれていたとされているため、この説は否定的である。
- 一方、黒田基樹は信長の嫡孫である秀信が秀勝にゆかりのある娘を娶って岐阜城を継ぎ、更に羽柴家の縁戚になることは理屈としては成立するとした上で、完子の生年に関する通説は、その前提として豊臣秀勝と江の婚姻について記した『兼見卿記』の天正13年10月20日条の記事を一部の研究者が「織田信長の子で秀吉の養子になっていた羽柴秀勝が天正13年12月に没していて、その後継者とされる豊臣秀勝が羽柴秀勝存命中に「秀勝」を名乗り出ることはない」として否定した影響が大きいものの、最終的には2人の秀勝が同時に存在していたことが確定したために『兼見卿記』の記載は間違いではなかったという結論で落ち着いており、『兼見卿記』の誤りを前提として支持されてきた完子の文禄元年誕生説も疑問が持たれるべきだとしている。その上で秀勝と江が天正13年10月に婚儀を挙げているならば、天文15年頃には既に子供が存在していても不自然ではなく、完子本人もしくは何らかの事情で後世の記録に残らなかった彼女の姉が同年頃の生まれで、父の死を契機として6歳前後で秀信に嫁ぐことになったのではないかとしている。秀信は関ヶ原の戦いの敗戦後、改易されて高野山へ送られているため、仮に完子が秀信の妻であったとしても秀信改易後に離縁されて実家（この場合は猶母である淀殿の元）に戻された上で後日改めて九条家に嫁がせたと考えれば、矛盾は生じないとしている[7]。

### その他
- 完子の異父妹である勝姫と松平忠直[注 1]の間の次女・鶴姫[注 2]は、家光の養女として嫡男道房に嫁いでいる。
- 完子と幸家の間には7人の子がおり、この子たちが女系で豊臣家の血を引いたことになる。そのため、幸家の家系が豊臣宗家である大坂羽柴家滅亡後で豊臣嫡流の血筋に近いことになる。
- 長女・序君は東本願寺宣如に嫁ぎ、琢如を生み、その子孫は東本願寺大谷家に血脈を伝えている。
- 三男・通基が後に松殿家を再興して摂家待遇を与えられた背景には完子の異父弟妹が徳川家光と東福門院であったことによる[8]。
- 嫡男・道房の長女・愛姫は浅野綱晟に嫁ぎ、浅野氏、左衛門尉酒井氏[注 3]、忠元系水野氏[注 4]など多くの大名家に血脈を伝えている。
- 外曾孫・輔実の子孫は多くの大名家や公家などに血脈を伝えている。
- 下記に示すように、現在の皇室や近衛家は織田氏、浅井氏、豊臣氏、徳川氏、石田三成などの血を受け継いでいる（崇源院#系譜も参照）。
豊臣完子─九条道房─待姫─輔実─幸教─二条宗基（母は徳川吉通の娘信受院）─治孝─九条尚忠─道孝─貞明皇后─昭和天皇─上皇明仁─第126代天皇徳仁
豊臣完子─九条道房─待姫─輔実─幸教─二条宗基─治孝─九条尚忠─道孝─貞明皇后─崇仁親王─近衞甯子─近衞忠大
- 秀吉の姉で祖母である日秀尼とも交流があり、完子の末娘は日秀の願いを受けて、日秀の瑞龍寺を継いだ。

## 登場作品
- 『戦国の女たち』（1982年、フジテレビ） - 演：甲斐智枝美
- 『葵 徳川三代』（2000年、NHK大河ドラマ） - 演：野村知沙→前田亜季→小川範子
- 『江〜姫たちの戦国〜』（2011年、NHK大河ドラマ） - 演：栗本有規→伊東心愛→山本舞香